# 卓承齊
卓承齊（1998年10月21日—）出生於台南市，目前設籍於新北市，臺灣游泳運動員，擅長項目公開水域游泳。在全國運動會代表新北市隊。短池800&1500公尺自由式全國紀錄保持人。
2022年世界游泳錦標賽卓承齊代表台灣，首次參加世錦賽公開水域賽事，共參加三個項目，10公里項目以1小時55分54秒60名列23，首次挑戰的25公里項目以5小時4分18秒70，名列第9、亞洲排名第1，寫下台灣男子選手在世錦賽的最佳成績。
生涯代表台灣參與過三次亞洲運動會，先後取得1500公尺自由式第八名、400公尺混合式第七名及10公里第五名等成績。

## 運動紀錄
| 年            | 賽事                   | 舉辦城市      | 名次          | 項目          | 記錄          |
| 代表 中華臺北 | 代表 中華臺北          | 代表 中華臺北 | 代表 中華臺北 | 代表 中華臺北 | 代表 中華臺北 |
| ------------- | ---------------------- | ------------- | ------------- | ------------- | ------------- |
| 2017          | 亞洲公開水域游泳錦標賽 | 馬來西亞      | 第2名         | 10 km         | [ 5 ]         |
| 2018          | 亞洲公開水域游泳錦標賽 | 泰國          | 第3名         | 5 km          | [ 5 ]         |
| 2019          | 亞洲公開水域游泳錦標賽 | 科威特        | 第3名         | 5 km          | [ 5 ]         |
| 2019          | 亞洲公開水域游泳錦標賽 | 科威特        | 第2名         | 10 km         |               |